# فرانتیر فلایینگ سرویس
فرانتیر فلایینگ سرویس (به انگلیسی: Frontier Flying Service) یک شرکت هواپیمایی با کد یاتا 2F است که در تاریخ ۱۹۵۰ میلادی تأسیس شده است. دفتر مرکزی فرانتیر فلایینگ سرویس در فربنکس، ایالات متحده آمریکا واقع شده‌است و قطب این شرکت هواپیمایی در فرودگاه بین‌المللی فیربنکس قرار دارد.